# Veniliornis frontalis
Veniliornis frontalis е вид птица от семейство Picidae.

## Разпространение
Видът е разпространен в Аржентина и Боливия.